# احمد آل نعمه
احمد آل نعمه (زاده ۲۸ مهر ۱۳۶۱ در اهواز) بازیکن سابق و مربی فوتبال اهل ایران است. وی عضو فعلی کادرفنی تیم فولاد است.
وی سابقه بازی در تیم‌های فولاد خوزستان، نیروی زمینی، استقلال اهواز، سپاهان اصفهان، شاهین بوشهر، تراکتورسازی تبریز، پدیده مشهد، نفت تهران و استقلال خوزستان را دارد.

## افتخارات
باشگاهی
- نائب قهرمانی لیگ برتر فوتبال ایران در فصل ۹۱–۹۰ به همراه تراکتورسازی تبریز.
- قهرمانی همراه سپاهان در سال ۸۸–۸۹
- قهرمانی در جام حذفی همراه با نفت تهران در فصل ۹۵–۹۶
- قهرمانی در غرب آسیا در سال ۲۰۰۸
- قهرمانی در غرب آسیا در اردن

## گل‌ ملی
| ش. | تاریخ       | مکان                | حریف | گل  | نتیجه | مسابقات                      |
| -- | ----------- | ------------------- | ---- | --- | ----- | ---------------------------- |
| ۱  | ۱۱ اوت ۲۰۰۸ | ورزشگاه تختی, تهران | قطر  | ۲–۰ | ۶–۱   | مسابقات فوتبال غرب آسیا ۲۰۰۸ |